# Okrug Trebišov
Trebišov (slovački : Okres Trebišov) je okrug u istočnoj Slovačkoj u  Košickom kraju. Okrug na jugu graniči s Mađarskom a na istoku s Ukrajinom. U njemu živi 102 907 stanovnika, dok je gustoća naseljenosti 95,86 stan/km², a ukupna površina okruga je 1073,46 km². Glavni grad okruga Trebišov je istoimeni grad Trebišov s 22 780 stanovnika.

## Stanovništvo
| Godina:     | 1994.   | 2004.   | 2014.   | 2024.   |
| ----------- | ------- | ------- | ------- | ------- |
| Broj ljudi: | 101 369 | 104 460 | 105 995 | 102 907 |
| Razlika:    |         | +3,04 % | +1,46 % | −2,91 % |

| Godina:     | 2023.   | 2024.   |
| ----------- | ------- | ------- |
| Broj ljudi: | 103 002 | 102 907 |
| Razlika:    |         | −0,09 % |

## Gradovi
- Čierna nad Tisou
- Kráľovský Chlmec
- Sečovce
- Trebišov

## Općine
| - Bačka - Bačkov - Bara - Biel - Boľ - Borša - Boťany - Brehov - Brezina - Byšta - Cejkov - Čeľovce - Čerhov - Černochov - Čierna - Dargov - Dobrá - Dvorianky - Egreš - Hraň - Hrčeľ - Hriadky - Kašov - Kazimír - Klin nad Bodrogom - Kožuchov | - Kravany - Kuzmice - Kysta - Ladmovce - Lastovce - Leles - Luhyňa - Malá Tŕňa - Malé Ozorovce - Malé Trakany - Malý Horeš - Malý Kamenec - Michaľany - Nižný Žipov - Novosad - Nový Ruskov - Parchovany - Plechotice - Poľany - Pribeník - Rad - Sirník - Slivník - Slovenské Nové Mesto - Soľnička - Somotor | - Stanča - Stankovce - Strážne - Streda nad Bodrogom - Svätá Mária - Svätuše - Svinice - Trnávka - Veľaty - Veľká Tŕňa - Veľké Ozorovce - Veľké Trakany - Veľký Horeš - Veľký Kamenec - Viničky - Višňov - Vojčice - Vojka - Zatín - Zbehňov - Zemplín - Zemplínska Nová Ves - Zemplínska Teplica - Zemplínske Hradište - Zemplínske Jastrabie - Zemplínsky Branč |